# إسبانيا في الألعاب الأولمبية الصيفية 1996
شارك إسبانيا في دورة الألعاب الأولمبية الصيفية 1996، التي أقيمت في أتلانتا بالولايات المتحدة، في الفترة الممتدة من 19 يوليو حتى 4 أغسطس، بوفد قوامه 292 رياضي (197 رجال، 95 نساء) في 19 لعبة.
حصد إسبانيا 17 ميدالية في هذه الدورة (5 ذهبية، 6 فضية، 6 برونزية) محتلاً المرتبة 13 في الترتيب النهائي بين 197 دولة مشاركة.

## قائمة الميداليات
| الميدالية | الرياضي / الرياضية                                                                            | المنافسة                 | المسابقة                    |
| ذهبية     | ميغيل إندوراين                                                                                | دراجات هوائية على الطريق | سباق ضد عقارب الساعة - رجال |
| ذهبية     | تيريسا ثابيل بيغونيا فيا دوفريسني                                                             | الشراع                   | 470 - سيدات                 |
| ذهبية     | فيرناندو ليون بويسير خوسيه لويس بايستير توليسا                                                | الشراع                   | Tornado - رجال              |
| ذهبية     | منتخب إسبانيا - رجال                                                                          | كرة الماء                | بطولة الرجال                |
| ذهبية     | مارتا بالدو نوريا كابانياس لورينا غورينديث تانيا لاماركا إستيباليث مارتينث إستيلا خيمينيث ثيد | جمباز إيقاعي             | سباق الفرق                  |
| فضية      | فرمين كاتشو                                                                                   | ألعاب القوى              | 1.500 متر - رجال            |
| فضية      | أبراهام أولانو                                                                                | دراجات هوائية على الطريق | سباق ضد عقارب الساعة - رجال |
| فضية      | أرانتشا سانتشيث فيكاريو                                                                       | كرة المضرب               | فردي - سيدات                |
| فضية      | سيرجي بروغيرا                                                                                 | كرة المضرب               | فردي - رجال                 |
| فضية      | إرنيستو بيريث لوبو                                                                            | جودو                     | وزن تحت 100 كغم - رجال      |
| فضية      | منتخب إسبانيا - رجال                                                                          | هوكي الحقل               | بطولة الرجال                |
| برونزية   | إزابيل فرنانديث غوتيريث                                                                       | جودو                     | وزن تحت 57 كغم - سيدات      |
| برونزية   | يولاندا سولير                                                                                 | جودو                     | وزن تحت 48 كغم - سيدات      |
| برونزية   | رافاييل لوثانو مونيوث                                                                         | ملاكمة                   | وزن تحت 48 كغم - رجال       |
| برونزية   | فالينتي ماسانا                                                                                | ألعاب القوى              | 50 كيلومتر مشي - رجال       |
| برونزية   | أرانتشا سانتشيث فيكاريو كونتشيتا مارتينث                                                      | كرة المضرب               | زوجي - سيدات                |
| برونزية   | منتخب إسبانيا - رجال                                                                          | كرة اليد                 | بطولة الرجال                |